# Bromadiolona

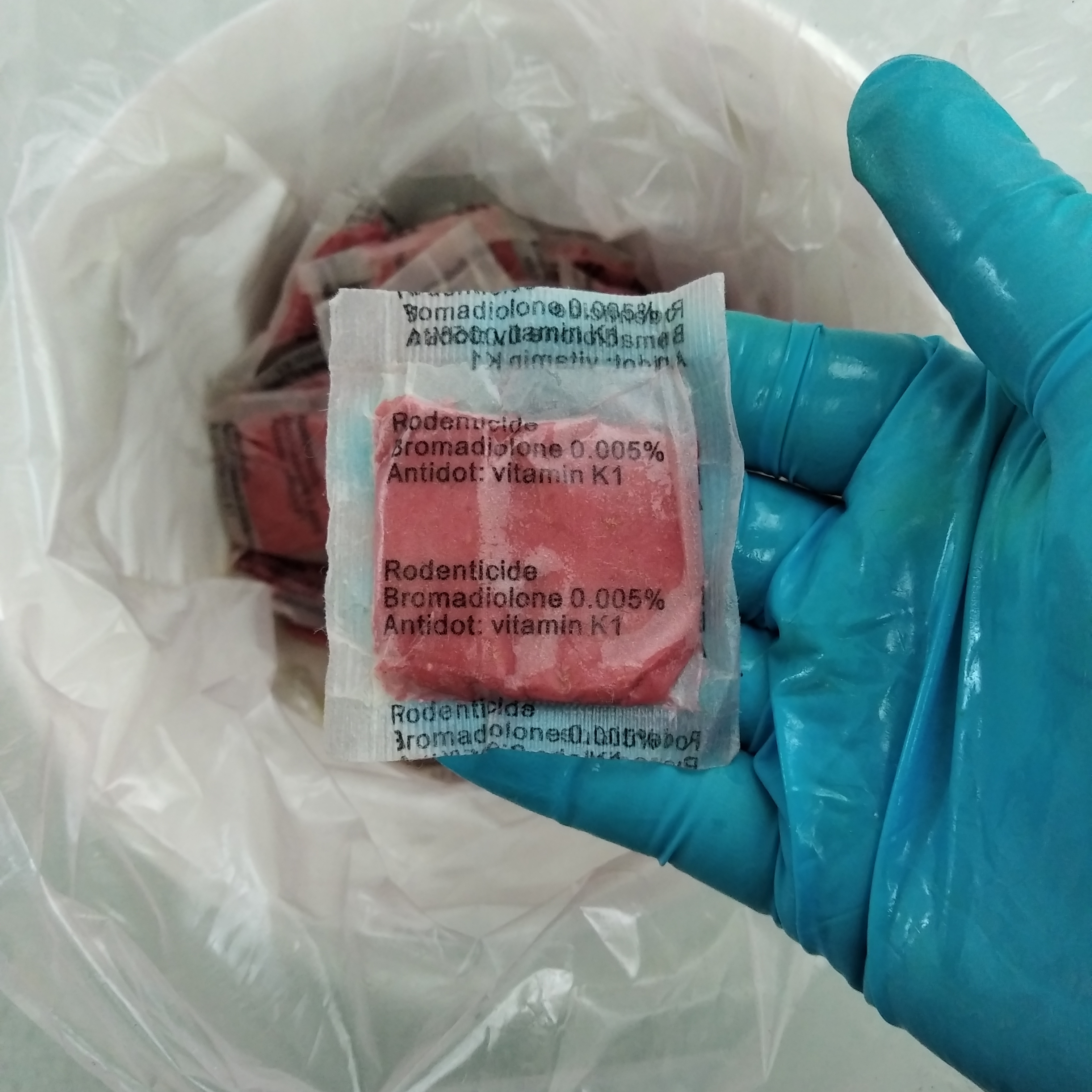
Bromadiolona (0,005%)

La bromadiolona es un potente producto químico utilizado mundialmente como rodenticida. Actúa como antagonista interfiriendo con la actividad de la vitamina K, perteneciendo a la segunda generación de anticoagulantes químicos derivados de la 4-hidroxicumarina.
La bromadiolona se introdujo por primera vez al mercado del Reino Unido en el año 1980, demostrando ser efectivo contra las poblaciones de roedores que se habían vuelto resistentes a la primera generación de anticoagulantes. Este veneno se hizo popular hace décadas por sus ventajas anticoagulantes como raticida, empleado comúnmente para el control de poblaciones de ratas, ratones y topillos. Es muy eficaz contra la rata marrón (Rattus norvegicus) y la rata negra (Rattus rattus).
Para su uso doméstico, existen presentaciones de 0.005 % como cebo granulado y bloques de parafina.
Es soluble en agua, etanol, acetona, acetato de etilo y dimetilformida.
| Bromadiolona     | Bromadiolona     |
| ---------------- | ---------------- |
| (1R,3S)-isomería | (1S,3R)-isomería |
| (1R,3R)-isomería | (1S,3S)-isomería |

## Toxicidad
La bromadiolona puede ser absorbida a través del tracto digestivo, a través de los pulmones, o por contacto con la piel. El pesticida se da generalmente por vía oral. La sustancia es un antagonista de la vitamina K. La falta de vitamina K en el sistema circulatorio reduce la coagulación de la sangre y en grandes dosis puede causar la muerte debido a una hemorragia interna.
El envenenamiento no se hace aparente hasta 24 a 36 horas después de que la sustancia haya sido ingerida, y con frecuencia puede tardar entre 2 y 5 días para que los síntomas aparezcan.
A continuación se presentan los valores de la [[DL50]] (dosis capaz de matar a la mitad de los individuos que la reciben) vía oral de varios animales (mamíferos):
- ratas 1,125 mg/kg de peso corporal
- ratones 1,75 mg/kg de peso corporal
- conejos 1 mg/kg de peso corporal
- perros > 10 mg/kg de peso corporal (dosis máxima tolerada)
- gatos > 25 mg/kg de peso corporal (dosis máxima tolerada)

Los raticidas, en la mayoría de los casos, pueden requerir hasta 3 semanas para tener efecto. Estos contienen anticoagulantes que matan lentamente a la rata durante un período de tiempo prolongado. Esto es para asegurar que otras ratas continúen comiendo el cebo y no lo asocien inmediatamente con la muerte.

## Antídoto
La vitamina K1 es usada como antídoto. Intravenosa preferentemente.
Importante: valoración por especialista médico o veterinario.
Se aconseja el uso de carbón activo inmediatamente posterior a la ingesta accidental para evitar la absorción de la toxina. De no ser posible, inducción al vómito.
Teléfono información toxicología España: +34 915 620 420, Madrid.